# Capanna del Pairolo
La capanna del Pairolo è un rifugio alpino situato in località Cimadera (alta Val Colla) nel comune di Lugano, nel Canton Ticino, nelle Prealpi Luganesi a 1.347 m s.l.m.

## Storia
Fu inaugurata nel 1937, e fu rimodernata nel 1977.

## Caratteristiche e informazioni
La capanna è disposta su due piani, con refettorio unico per un totale di 60 posti. Piano di cottura sia a legna, che a gas completo di utensili di cucina. Illuminazione con pannelli solari. Ampio piazzale esterno con tavoli e fontana.

## Accessi
- Cimadera 1.050 m
  - Cimadera è raggiungibile anche con i mezzi pubblici.
  - Tempo di percorrenza: 1,30 ore
  - Dislivello: 300 metri
  - Difficoltà: T1
- Sonvico 628 m
  - Sonvico è raggiungibile anche con i mezzi pubblici.
  - Tempo di percorrenza: 2,30 ore
  - Dislivello: 700 metri
  - Difficoltà: T2

## Ascensioni
- Denti della Vecchia 1.492 m (fino alla cima solo esperti)
  - Tempo di percorrenza: 1,15 ore
  - Dislivello: 100 metri
  - Difficoltà: T5

## Traversate
- Capanna Baita del Luca 45 min
- Capanna San Lucio 2 ore
- Capanna Monte Bar 5 ore

## Curiosità
Su una parete della capanna vi è una parete d'arrampicata, ed è a disposizione il materiale necessario per chi non ne è in possesso.